# Hans Matschak
Hans Matschak (* 28. April 1901 in Elbogen, Österreich-Ungarn; † 7. Dezember 1979 in Freiberg) war ein deutscher Ingenieur und Hochschullehrer.

## Leben

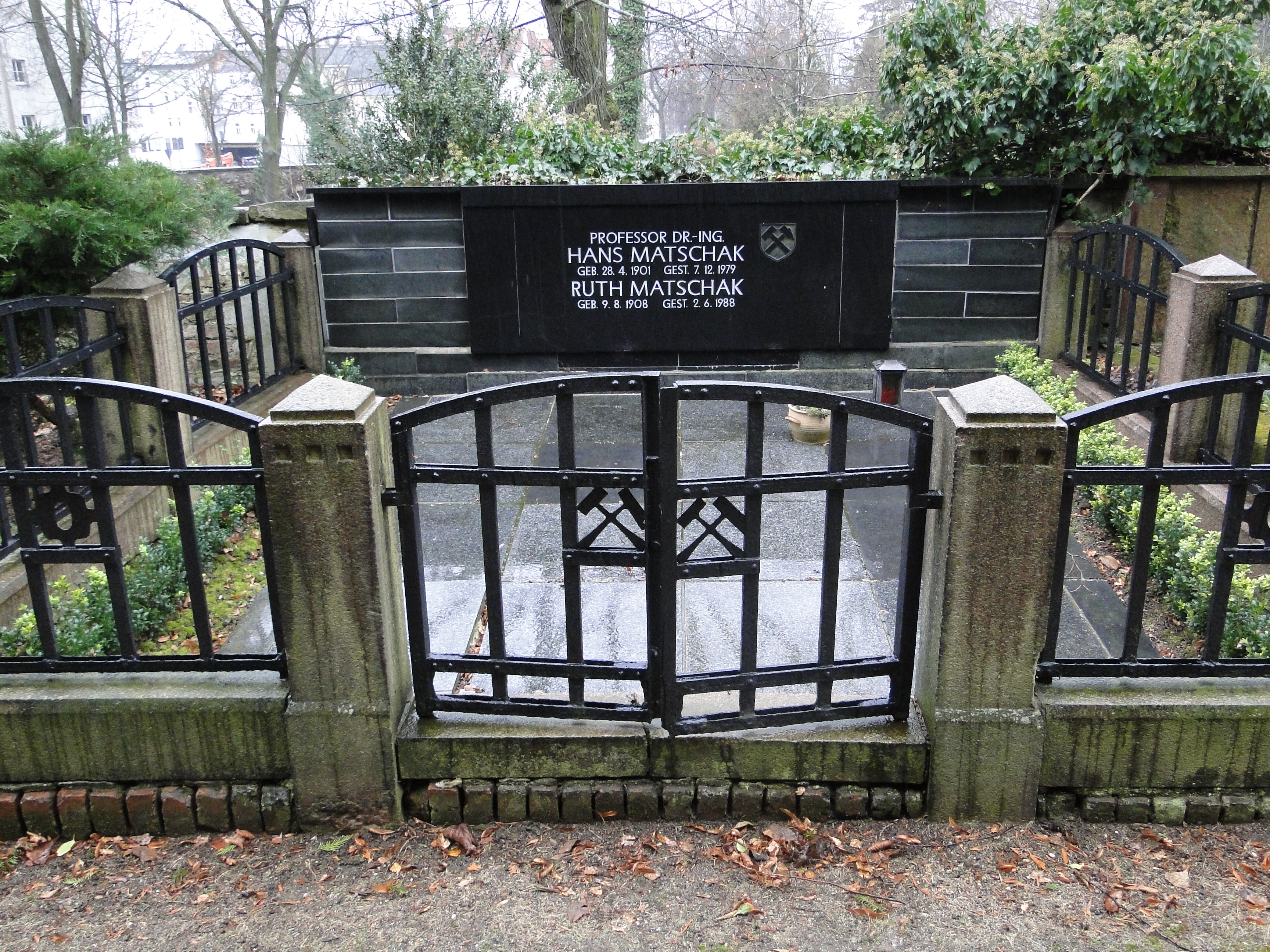
Hans Matschaks Grab in Freiberg

Johann Balthasar Alois Matschak, später Hans genannt, wurde als Sohn des Hotelbesitzers Johann Matschak und der Barbara, geb. Kiffl aus Theusing in Elbogen, Hauptstraße Nr. 53 geboren.
Er studierte an der sächsischen Bergakademie Freiberg und wurde dort 1919 Mitglied des Corps Saxo-Borussia. Er schloss das Studium 1925 als Diplom-Ingenieur ab. Nachdem er zunächst als Bergingenieur im Braunkohlenbergbau tätig gewesen war, wurde er 1933 in Freiberg zum Dr.-Ing. promoviert. Anschließend arbeitete er im Braunkohlenforschungsinstitut der Bergakademie Freiberg auf dem Gebiet der Bodenmechanik. Im Jahr 1956 wurde er zum Professor für Bergmännische Wasserwirtschaft und Bodenmechanik an der Bergakademie Freiberg berufen. Matschak wurde 1966 emeritiert.
Matschak war weltweit gutachterlich tätig und genoss durch seine wissenschaftliche Arbeiten der bergmännischen Wasserwirtschaft und Bodenmechanik internationales Ansehen. Im Jahr 1951 erhielt er das Band des in der Bundesrepublik an der RWTH Aachen restituierten Corps Saxo-Montania zu Freiberg und Dresden in Aachen. Matschak verstarb 1979 in Freiberg und wurde auf dem Donatsfriedhof beigesetzt.

## Auszeichnungen
- Matschak war Träger des Nationalpreises der DDR (1964) und des Vaterländischen Verdienstordens der DDR (1961).
- Anlässlich seines 65. Geburtstages wurde er mit einem wissenschaftlichen Kolloquium geehrt.[3]

## Schriften
- Bergmännische Grundwasser-Untersuchungen im Niederlausitzer Braunkohlenrevier mit besonderer Berücksichtigung der Belange der planmäßigen Entwässerung im Braunkohlenbergbau, 1934
- Bergmännische Wasserwirtschaft in Tiefbaugruben, 1956 (zusammen mit Rudolf Tropschug)
- Entwässerungswirkung bergbaulicher Filterbrunnen, 1966
- Institut für Tagebaukunde: 1953-1967, 1967
- Bergbauliche Wasserwirtschaft, 1967 (zusammen mit Manfred Fischer)
- Die Bestimmung von Erdstoffkennwerten im Labor und in situ, 1967